# Guillos
Guillos ist eine französische Gemeinde mit 454 Einwohnern (Stand 1. Januar 2022) im Département Gironde in der Region Nouvelle-Aquitaine.
Die Nachbargemeinden sind Landiras im Osten, Origne im Süden, Louchats im Südwesten und Cabanac-et-Villagrains im Nordwesten. Im Südosten entspringt das Flüsschen Tursan.

## Weinbau
Die Gemeinde Guillos ist am Weinbaugebiet Graves beteiligt.

## Sehenswürdigkeiten

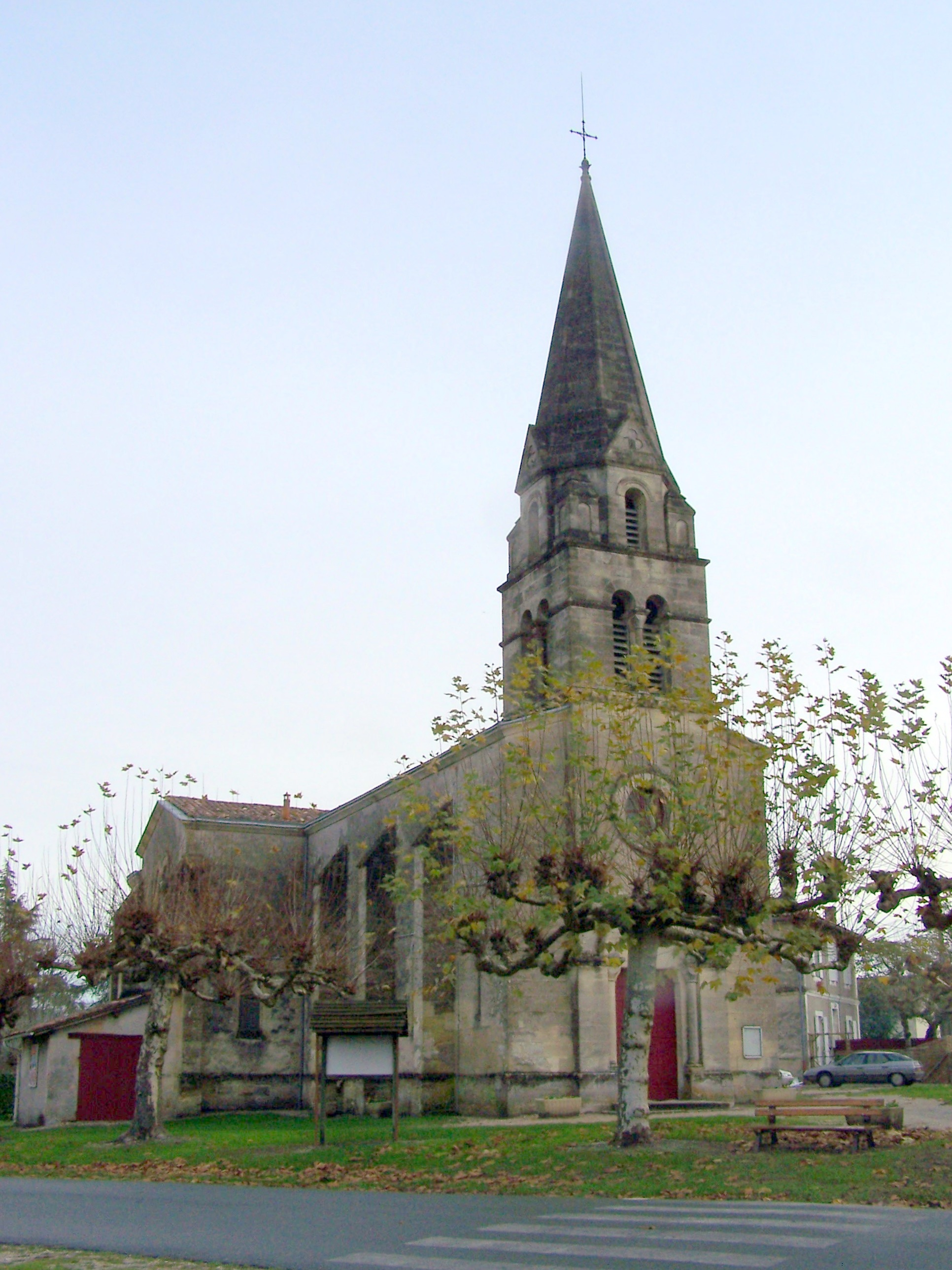
Kirche Saint-Martin

- Kirche Saint-Martin, eine 1862 erbaute neoromanische Kirche (siehe auch: Liste der Monuments historiques in Guillos)

## Bevölkerungsentwicklung
| Jahr      | 1962 | 1968 | 1975 | 1982 | 1990 | 1999 | 2007 | 2017 |
| --------- | ---- | ---- | ---- | ---- | ---- | ---- | ---- | ---- |
| Einwohner | 250  | 253  | 225  | 266  | 372  | 356  | 387  | 450  |